# Sat.1
Sat.1 is een Duitse commerciële televisiezender van de Europese mediagroep ProSiebenSat.1 Media. Het was de eerste private televisiezender in Duitsland, één dag vroeger op antenne dan RTL Television.
De zender richt zich sinds zijn eerste uitzending op 1 januari 1984 op een breed publiek met series, films, spelshows en andere amusementsprogramma's. Het eerste jaar werd de naam PKS gebruikt (Programmgesellschaft für Kabel- und Satellitenrundfunk). Vanaf januari 1985 is de huidige naam Sat.1 in gebruik.
De zetel bevindt zich tegenwoordig in de gemeente Unterföhring bij München. De zender zendt de programma's als digitale televisie uit via zendmasten (DVB-T), de kabel (analoog en digitaal) en satelliet (digitaal en HD, echter gecodeerd via het platform HD+) en middels IPTV en richt zich op het Duits publiek, met een aangepast programmaschema op Sat.1 Österreich in Oostenrijk en middels Sat.1 Schweiz in Zwitserland.

## Beschikbaarheid Nederland en België
In Nederland is Sat.1 te zien Digitaal en in HD via HD+ (gecodeerd) via de Astra satelliet op 19,2 graden en via DVB (Digitenne) in de grensstreek echter gecodeerd en in het basispakket via Ziggo. Bij XS4ALL, Odido, Solcon, Oxxio, KPN, DELTA en Caiway is de zender optioneel tegen meerprijs te bekijken. In Vlaanderen was tot april 2013 de zender ook beschikbaar via Telenet maar de televisieaanbieder besliste om de zender van de lijst te halen door de te hoge gebruikskosten voor een relatief klein aantal Vlaamse kijkers.